# I Could Read the Sky
Pour plus de détails, voir Fiche technique et Distribution.
I Could Read the Sky est un film britannique réalisé par Nichola Bruce, sorti en 1999.

## Synopsis
Un immigrant irlandais travaillant dans la construction en Angleterre évoque ses souvenirs et l'arrachement à sa terre natale.

## Fiche technique
- Titre : I Could Read the Sky
- Réalisation : Nichola Bruce
- Scénario : Nichola Bruce d'après le roman photographique de Timothy O'Grady et Steve Pyke
- Musique : Iarla Ó Lionáird
- Photographie : Seamus McGarvey et Owen McPolin
- Montage : Catherine Creed
- Production : Janine Marmot
- Société de production : Hot Property Films
- Société de distribution : Gémini Films (France)
- Pays :  Royaume-Uni et  Irlande
- Genre : Drame
- Durée : 86 minutes
- Dates de sortie : 
  -  Canada : 3 septembre 1999 (festival du film de Montréal)
  -  France : 24 mai 2000

## Distribution
- Dermot Healy : le vieil homme
- Stephen Rea : P. J.
- Brendan Coyle : Francie
- Maria Doyle Kennedy : Maggie
- Jake Williams : le jeune garçon
- Roy Larkin : Joe jeune
- Lisa O'Reilly : Kate Creevy
- Sezzso : oncle Rosco
- Rachael Pilkington : Eileen jeune
- Aidan O'Toole : Dermot
- Colm O'Maonlai : Martin
- Jimmy McGreevy : Da
- Pat McGrath : le fermier Casey
- Liam O'Maonlai : Joe
- Frances Burke : Ma
- Geraldine Fitzgerald : Eileen

## Accueil
Thomas Sotinel pour Le Monde estime à propos du film que « le refus de la fiction ordinaire finissent par dresser un mur difficile à franchir ».